# Алтависта (Вирџинија)
Алтависта (енгл. Altavista) град је у америчкој савезној држави Вирџинија. По попису становништва из 2010. у њему је живело 3.450 становника.

## Демографија
Према попису становништва из 2010. у граду је живело 3.450 становника, што је 25 (0,7%) становника више него 2000. године.
| Група             | 2000.         | 2010.         |
| Белци             | 2.527 (73,8%) | 2.399 (69,5%) |
| Афроамериканци    | 841 (24,6%)   | 891 (25,8%)   |
| Азијати           | 7 (0,2%)      | 20 (0,6%)     |
| Хиспаноамериканци | 32 (0,9%)     | 57 (1,7%)     |
| Укупно            | 3.425         | 3.450         |